# Jersson González
Jersson Amur González Díaz (født 16. februar 1975 i Cali, Colombia) er en tidligere colombiansk fodboldspiller (midtbane).
González' spillede for en lang række klubber i både hjem- og udlandet gennem sin næsten 20 år lange karriere. Han var blandt andet tilknyttet América de Cali i sin fødeby, argentinske River Plate og tyrkiske Galatasaray. Længst tid tilbragte han hos América, hvor han var med til at vinde hele fire colombianske mesterskaber.
González spillede desuden, mellem 1995 og 2001, 20 kampe og scorede ét mål for det colombianske landshold. Han var en del af det colombianske hold, der i 2001 på hjemmebane for første gang nogensinde vandt guld ved Copa América. Han spillede to af landets seks kampe undervejs mod titlen.